# Göttinger Dichterbund
Göttinger Dichterbund (även kallat Göttinger Hainbund, efter en dikt av Klopstock) var en del Sturm und Drangrörelsen och stiftades 1772 vid högskolan i Göttingen av en krets unga män, vilka i sina samhälleliga och poetiska strävanden utgick från Klopstocks
"teutonism", ivrade för dygd och tyskhet, hatade de "sedefördärvande" Wieland och Voltaire samt hyste en svärmisk frihetslängtan. Själen i det hela var Johann Heinrich Voß, som utgav den poetiska kalendern "Göttinger Musenalmanach", 1774-98;
jämte honom var Hölty, Miller, Hahn och de båda bröderna Christian och Friedrich Leopold zu Stolberg-Stolberg verksamma medlemmar. I
närmare eller avlägsnare förhållande till förbundet stod Leisewitz, Gerstenberg, Claudius och Bürger. Förbundet upplöstes efter några år därigenom, att medlemmarna lämnade Göttingen.